# Пам'ятна медаль Лицарів Золотої Остроги
Пам'ятна медаль Лицарів Золотої Остроги або Лицарі Золотої Остроги (нім. Das Erinnerungszeichen für die Ritter vom Goldenen Sporn; англ. Knights of the Golden Spur; пол. Odznaka Pamiątkowa Kawalerów Ostrogi Złotej) — австро-угорська почесна відзнака, пам'ятна медаль, встановлена 10 квітня 1918 року, призначена для тих угорців, які з нагоди коронації Карла IV Габсбурга як короля Угорщини, були посвячені в лицарі з особистим, неспадковим титулом.
Через брак шовку під час Першої світової війни 47 лицарів не отримали свої значки до 1920 року.

## Історія
21 квітня 1918 року угорський король Карл IV запровадив почесну медаль як пам'ятну відзнаку на честь своєї коронації 30 грудня 1916 року в Будапешті. У відзнаки не було ступенів розрізнення. 
Підготовку до проекту розпочав у 1917 році Йозеф Гофман, професор із Відня. Перша пропозиція була подана барону Ремену, який відповідав за це питання, у червні 1917 року, і в грудні було затверджено. Статут Карла IV про пам'ятну медаль лицарів золотої остроги був остаточно виданий 21 квітня 1918 року. Відповідно до нього, відзнаку необхідно було носити на шиї, на стрічці ордена Святого Стефана. Медаль передали спадкоємцям власника як подарунок. 
Лицарський титул мав особистий характера й не передавався у спадок. Лицарям було дозволено носити на церемонії справжні золоті шпори, прикріплені до черевиків, а також вони носили маленьку золоту шпору на капелюхах.
Незважаючи на створення відзнаки в квітні 1918 р. і завершення виготовлення значків до кінця 1917 р., нагородження так і не відбулося. Через блокаду шовкових виробів вони не були доставлені в країну, хоча знак був таким же, як і нашийна стрічка середнього хреста давно існуючого угорського королівського ордена Святого Стефана. Лицарі отримали свої відзнаки лише у лютому 1920 року, вже після розвалу Австро-Угорської імперії.